# Freddy Kottulinsky
Winfried « Freddy » Philippe Adalbert Karl Graf baron de Kottulinsky, né le 20 juillet 1932 à Munich (Bavière) et décédé le 4 mai 2010 à Karlstad (Suède, ville où habitait sa fille Suzanne), était un pilote de Rallye-raid, de rallyes et sur circuits germano-suédois.

## Biographie

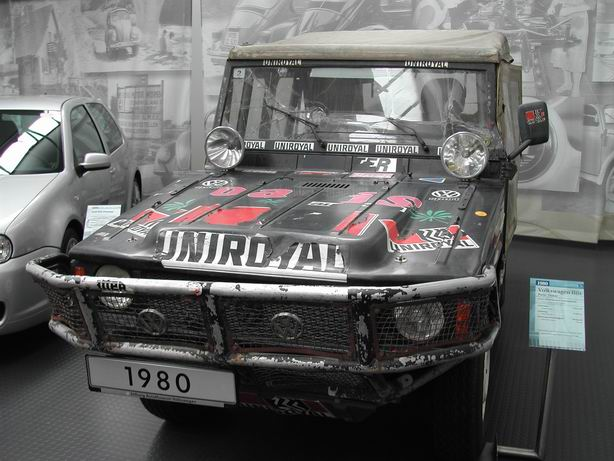
La Volkswagen ILTIS de Freddy Kottulinsky, utilisée lors du Dakar en 1980

Il est, à ce jour, le seul pilote de son pays adoptif (où il s'installa en 1953, à l'âge de 21 ans) vainqueur du Rallye Dakar, à 48 ans, lors de sa seconde édition en 1980 (copilote l'allemand  Gerd Löffelmann), sur Volkswagen Iltis, dans une équipe directement gérée alors par la maison-mère Audi, les autres Iltis terminant également 2e, 4e et 9e de l'épreuve.
Kottulinsky débuta en courses automobiles régionales suédoises durant l'année 1959, sur MGA, année également de son mariage (son épouse ayant été rencontrée aux abords d'un circuit), alors qu'il possédait un petit garage automobile depuis quelques années à peine. Le championnat national s'ouvrit à lui en 1960, sur Volvo cette fois.
En 1963 et 1964, il s'essaya dans les courses sur circuits, en Formule Junior scandinave.
En 1966, il devint Champion de Suède de Formule 3, sur Lotus 35/41-Ford 105E/Holbay.
En 1970 et 1971, il remporta la course de Dresde, sur autoroute.
Il a également participé à cinq épreuves du WRC entre 1973 et 1979 (meilleur résultat : 7e au rallye du Portugal, en 1979, sur Audi 80 GLE). En 1978 il fut pilote d'usine dans ce championnat pour BMW, et en 1979 pour Audi. Entre-temps il avait gagné l'Eifelrennen en 1976 sur Ralt-BMW F2.
Sa carrière internationale en compétitions automobiles s'est étalée de 1965 (en championnat d'Europe (ERC)) à 1986 (à 54 ans encore 1er du Groupe N au rallye Jänner de Freistadt, comptant pour le championnat d'Europe (ERC)).
Il a couru successivement (hors monoplaces) sur MG, Volvo, Porsche, BMW, Toyota, Volkswagen, BMW (piote officiel 1 an), Audi (pilote officiel), et Fiat (Uno Turbo).
À l'arrêt des compétitions régulières, après son succès en terre africaine, il travailla alors durant près de 25 ans à la formation des pilotes d'essais de la marque Audi, et des mécaniciens des diverses équipes sportives de celle-ci.
Le 11 août 2006, il courait encore une course « historique » d'endurance, sur le Nürburgring à bord d'une Datsun 240Z.
Sa fille Suzanne Kottulinsky (née en 1960) a disputé 9 épreuves du championnat WRC, de 1982 à 1987 (sur Opel, Volvo, et Audi), son meilleur résultat étant une 5e place au rallye ADAC d'Hessen en 1986 en ERC. Son père passa à ses côtés les deux dernières années de sa vie, après avoir longtemps résidé à Schleiz (jusqu'en 2008). Il fut d'ailleurs enterré dans cette ville durant le mois de son décès.
Sa mère était la comtesse Maria Anna von Stauffenberg, de famille originaire d'Autriche et de Silésie.

## Titres sportifs
- Champion de Suède de Formule 3 : en 1966 (sur Lotus 35 Cosworth) ;
- Champion d'Europe par équipe de F3 pour la Suède (avec Ronnie Peterson et Torsten Palm (en)) : en 1970;
- Gold Cup européenne de Formule Super V : en 1974 (sur Lola T320);
  - Vice-champion de Suède des rallyes : en 1962 (sur Porsche 911 Carrera).                   Victoire au rallye paris Dakar : en 1980 (volkswagen lltis)